# Neozimiris nuda
Neozimiris nuda är en spindelart som beskrevs av Norman I. Platnick och Mohammad U. Shadab 1976. Neozimiris nuda ingår i släktet Neozimiris och familjen Prodidomidae.
Artens utbredningsområde är Puerto Rico. Inga underarter finns listade i Catalogue of Life.